# Odznaka Strzelca Wyborowego

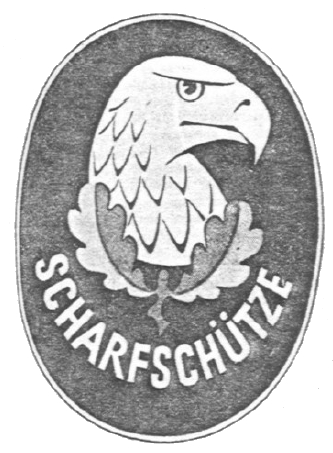
Niezatwierdzony projekt Scharfschützenabzeichen z roku 1943, autorstwa berlińskiego malarza Paula Casberga

Odznaka Strzelca Wyborowego (niem. Scharfschützenabzeichen) – niemiecka odznaka bojowa dla strzelców wyborowych ustanowiona przez Adolfa Hitlera 20 sierpnia 1944 „w uznaniu dużego zaangażowania pojedynczych strzelców z karabinami jako strzelców wyborowych i aby docenić odniesione przez nich na polu walki sukcesy”. 
Początkowo przyznawana tylko strzelcom wyborowym wojsk lądowych Wehrmachtu i Waffen-SS. Na przełomie 1944/1945 zmieniono zasady nadawania umożliwiając tym samym przyznawanie odznaki wyróżniającym się żołnierzom Luftwaffe i Kriegsmarine biorącym udział w działaniach bojowych niemieckiej piechoty na frontach II wojny światowej.

## Zasady nadawania odznaki
„Odznakę Strzelca Wyborowego” nadawano w trzech stopniach:
- I stopnia za co najmniej 20 zestrzeleń wroga, których dokonano po 1 września 1944 (odznaka bez obszycia)
- II stopnia za co najmniej 40 zestrzeleń wroga, których dokonano po 1 września 1944 (odznaka obszyta srebrnym kordonkiem)
- III stopnia za co najmniej 60 zestrzeleń wroga, których dokonano po 1 września 1944 (odznaka obszyta złoto-żółtym kordonkiem)

Okoliczności zestrzelenia były bardzo istotne gdyż zgodnie z przepisami wykonawczymi Oberkommando des Heeres do nadawania odznaki: 

Zestrzelenia dokonane w walce z bliska nie są zaliczane, wróg musi zostać postrzelony tak, by uniemożliwiało mu to dalsze poruszanie się i kontynuowanie walki, nie może okazywać zamiaru przejścia na drugą stronę oraz poddania się do niewoli.

 Dodatkowo każde udane zestrzelenie musiało być zgłoszone w jednostce wojskowej i potwierdzone przez przynajmniej jednego świadka.

## Opis odznaki i reguły jej noszenia
„Odznakę Strzelca Wyborowego” w kształcie owalu i wymiarach 60 × 45 mm (szerokość kordonka 2,5 mm) wykonywano na podkładce materiałowej haftem maszynowym, do którego używano lnianych nici. Odznaka przedstawia zwróconą w lewo czarną głowę orła z białym upierzeniem, żółtym okiem i zamkniętym żółtym dziobem. Pod głową znajdują się trzy liście dębu i żołądź. 
Odznakę noszono na wszystkich rodzajach umundurowania (z wyjątkiem roboczego) na prawym przedramieniu. Wyjątkiem była sytuacja gdy odznaczony żołnierz posiadał odznakę stopnia służby funkcyjnej lub została mu ona nadana wraz z „Odznaką Strzelca Wyborowego” – wówczas nosił ją pod oznaką stopnia służbowego.